# Мастера советского театра и кино
«Мастера советского театра и кино» — популярная книжная серия, выпускавшаяся издательством «Искусство» в Москве и его отделением в Ленинграде в 1970—1980-е годы. Книги этой серии  посвящены известным артистам театра и кино, выдающимся театральным и кинорежиссёрам. Первоначально выходили две отдельные серии: «Мастера советского театра» и «Мастера советского кино» («Госкиноиздат» — 1950—1953; «Искусство» — 1965—1975), которые затем были объединены.
Формат: 70x90/32 (~113х165 мм); переплёт ледериновый (у выпусков первых лет — бумажная обложка).
Издательство «Искусство» выпускало также другие аналогично оформленные серии: «Мастера советского цирка» и «Мастера советской эстрады».

## Книги серии
| Год  | Книга                            | Автор                                                         | Издание   | Число страниц | Тираж   | Серия                                     |
| ---- | -------------------------------- | ------------------------------------------------------------- | --------- | ------------- | ------- | ----------------------------------------- |
| 1963 | Фёдор Волков                     | Кира Фёдоровна Куликова                                       | Ленинград | 172           | 30 000  | «Корифеи русской сцены»                   |
| 1964 | Анна Павлова                     | Вера Михайловна Красовская                                    | Ленинград | 220           | 70 000  | «Корифеи русской сцены»                   |
| 1965 | Мамонт Дальский                  | Георгий Константинович Крыжицкий                              | Ленинград | 192           | 35 000  | «Корифеи русской сцены»                   |
| 1965 | Прасковья Жемчугова              | Павел Филиппович Маринчик                                     | Ленинград | 148           | 50 000  | «Корифеи русской сцены»                   |
| 1965 | Иосиф Хейфиц                     | Ади Яновна Петрович                                           | Москва    | 132           | 27 000  | «Мастера советского кино»                 |
| 1965 | Григорий Рошаль                  | Соломон Гермонович Розен                                      | Москва    | 167           | 15 000  | «Мастера советского кино»                 |
| 1965 | Аркадий Райкин                   | Адольф Моисеевич Бейлин                                       | Ленинград | 150           | 160 000 | «Мастера советского кино»                 |
| 1966 | Олег Табаков                     | Ефим Захарович Захаров                                        | Москва    | 96            | 50 000  | «Мастера советского кино»                 |
| 1966 | Борис Андреев                    | Татьяна Васильевна Иванова                                    | Москва    | 152           | 75 000  | «Мастера советского кино»                 |
| 1966 | Вия Артмане (1 изд.)             | Иммануил Лазаревич Сосновский                                 | Москва    | 68            | 50 000  | «Мастера советского кино»                 |
| 1967 | Инна Макарова                    | Ким Ефимович Кривицкий                                        | Москва    | 160           | 100 000 | «Мастера советского кино»                 |
| 1967 | Михаил Ромм                      | Людмила Павловна Погожева                                     | Москва    | 157           | 50 000  | «Мастера советского кино»                 |
| 1967 | Нонна Мордюкова (1 изд.)         | Инна Сергеевна Левшина                                        | Москва    | 128           | 100 000 | «Мастера советского кино»                 |
| 1967 | Вячеслав Тихонов                 | Наталия Александровна Колесникова Галина Васильевна Сенчакова | Москва    | 80            | 100 000 | «Мастера советского кино»                 |
| 1967 | Надежда Румянцева                | Элеонора Сергеевна Тадэ                                       | Москва    | 92            | 75 000  | «Мастера советского кино»                 |
| 1967 | Адриенна Лекуврер                | Надежда Януарьевна Рыкова                                     | Ленинград | 196           | 35 000  | «Корифеи русской и зарубежной сцены»      |
| 1968 | Любовь Млотковская               | Александр Павлович Клинчин                                    | Ленинград | 247           | 30 000  | «Корифеи русской и зарубежной сцены»      |
| 1968 | Лев Кулиджанов                   | Маргарита Георгиевна Кваснецкая                               | Москва    | 120           | 20 000  | «Мастера советского кино»                 |
| 1968 | Николай Шенгелая                 | Кора Давидовна Церетели                                       | Москва    | 88            |         | «Мастера советского кино»                 |
| 1968 | Евгений Урбанский                | Виктор Яковлевич Дубровский                                   | Москва    | 144           | 100 000 | «Мастера советского кино»                 |
| 1969 | Вия Артмане (2 изд.)             | Иммануил Лазаревич Сосновский                                 | Москва    | 96            | 50 000  | «Мастера советского кино»                 |
| 1969 | Дэвид Гаррик                     | Игорь Васильевич Ступников                                    | Ленинград | 230           | 25 000  | «Корифеи русской и зарубежной сцены»      |
| 1970 | Олег Стриженов                   | Людмила Сергеевна Данилова Юрий Николаевич Чирва              | Ленинград | 152           | 25 000  | «Мастера советского кино»                 |
| 1970 | Варвара Стрельская               | Георгий Константинович Крыжицкий                              | Ленинград | 148           | 30 000  | «Корифеи русской и зарубежной сцены»      |
| 1970 | Евлалия Кадмина                  | Борис Савельевич Яголим                                       | Ленинград | 164           | 25 000  | «Корифеи русской и зарубежной сцены»      |
| 1971 | Андреев-Бурлак                   | Софья Марковна Нельс                                          | Ленинград | 288           | 35 000  | «Корифеи русской и зарубежной сцены»      |
| 1971 | Авдотья Истомина                 | Николай Иосифович Эльяш                                       | Ленинград | 192           | 50 000  | «Корифеи русской и зарубежной сцены»      |
| 1971 | Ян Верих                         | Игорь Петрович Иванов                                         | Ленинград | 205           | 10 000  | «Мастера современного зарубежного театра» |
| 1971 | Нонна Мордюкова (2 изд.)         | Инна Сергеевна Левшина                                        | Москва    | 128           | 20 000  | «Мастера советского кино»                 |
| 1971 | 20 режиссерских биографий        | сборник                                                       | Москва    | 420           | 20 000  | «Мастера советского кино»                 |
| 1971 | Василий Вайнонен                 | Клавдия Николаевна Армашевская Николай Васильевич Вайнонен    | Москва    | 278           | 10 000  | «Мастера советского театра»               |
| 1972 | Азарий Азарин                    | Елизавета Михайловна Мессерер Наум Борисович Лейкин           | Москва    | 216           | 10 000  | «Мастера советского театра»               |
| 1972 | Верико Анджапаридзе              | Натэла Амберговна Урушадзе                                    | Москва    | 192           | 30 000  | «Мастера советского театра»               |
| 1972 | Виолетта Бовт                    | Ганна Алексеевна Грановская                                   | Москва    | 104           | 30 000  | «Мастера советского театра»               |
| 1972 | Анатолий Папанов                 | Марта Яковлевна Линецкая                                      | Москва    | 200           | 50 000  | «Мастера советского театра»               |
| 1972 | Донатас Банионис                 | Нателла Георгиевна Лордкипанидзе                              | Москва    | 160           | 50 000  | «Мастера советского кино»                 |
| 1972 | Лидия Смирнова                   | Валентина Сергеевна Иванова                                   | Москва    | 112           | 50 000  | «Мастера советского кино»                 |
| 1972 | Людмила Касаткина                | Тамара Александровна Чеботаревская                            | Москва    | 120           | 50 000  | «Мастера советского кино»                 |
| 1972 | Мастера советской мультипликации | сборник                                                       | Москва    | 192           | 25 000  | «Мастера советского кино»                 |
| 1972 | Юлия Линская                     | Анатолий Яковлевич Альтшуллер                                 | Ленинград | 152           | 30 000  | «Корифеи русской и зарубежной сцены»      |
| 1972 | Павел Васильев                   | Григорий Залманович Мордисон                                  | Ленинград | 200           | 30 000  | «Корифеи русской и зарубежной сцены»      |
| 1973 | Татьяна Шмыга                    | Елена Ильинична Фалькович                                     | Москва    | 96            | 50 000  | «Мастера советского театра»               |
| 1973 | Марк Донской                     | сборник                                                       | Москва    | 272           |         | «Мастера советского кино»                 |
| 1973 | Ролан Быков                      | Инна Сергеевна Левшина                                        | Москва    | 144           | 50 000  | «Мастера советского кино»                 |
| 1973 | Олег Жаков                       | Лариса Хаджи-Даутовна Ягункова                                | Москва    | 157           | 50 000  | «Мастера советского кино»                 |
| 1973 | Фанни Снеткова                   | Татьяна Давыдовна Золотницкая                                 | Ленинград | 152           | 30 000  | «Корифеи русской и зарубежной сцены»      |
| 1973 | Николай Симонов                  | Сергей Львович Цимбал                                         | Ленинград | 292           | 25 000  | «Мастера советского театра»               |
| 1974 | Варвара Асенкова                 | Юрий Лазаревич Алянский                                       | Ленинград | 208           | 30 000  | «Корифеи русской и зарубежной сцены»      |
| 1974 | Эльдар Рязанов                   | сборник                                                       | Москва    | 200           | 50 000  | «Мастера советского кино»                 |
| 1974 | Марьян Крушельницкий             | Лесь Степанович Танюк                                         | Москва    | 224           | 30 000  | «Мастера советского театра»               |
| 1974 | Вадим Рындин                     | Виктор Иосифович Березкин                                     | Москва    | 197           | 30 000  | «Мастера советского театра»               |
| 1974 | Константин Сергеев               | Валентина Васильевна Прохорова                                | Москва    | 248           | 30 000  | «Мастера советского театра»               |
| 1975 | Сергей Герасимов                 | Лев Александрович Парфёнов                                    | Москва    | 280           | 30 000  | «Мастера советского кино»                 |
| 1975 | Раймондас Вабалас                | Людвига Феофиловна Закржевская                                | Ленинград | 152           | 25 000  | «Мастера советского кино»                 |
| 1976 | Ефим Учитель                     | Нина Борисовна Вольман                                        | Ленинград | 178           | 25 000  | «Мастера советского театра и кино»        |
| 1976 | Павел Свободин                   | Анатолий Яковлевич Альтшуллер                                 | Ленинград | 176           | 25 000  | «Театральные имена»                       |
| 1976 | Энн Олдфилд                      | Игорь Васильевич Ступников                                    | Ленинград | 224           | 25 000  | «Театральные имена»                       |
| 1976 | Михаил Жаров                     | Александр Абрамович Гершкович                                 | Москва    | 152           | 50 000  | «Мастера советского театра и кино»        |
| 1976 | Софья Гиацинтова                 | Виктор Алексеевич Громов                                      | Москва    | 208           | 25 000  | «Мастера советского театра и кино»        |
| 1976 | Марк Бернес                      | Лев Аронович Рыбак                                            | Москва    | 152           | 25 000  | «Мастера советского театра и кино»        |
| 1976 | Иван Лапиков                     | Юлий Сергеевич Смелков                                        | Москва    | 152           | 25 000  | «Мастера советского театра и кино»        |
| 1976 | Григорий Александров             | Иван Дмитриевич Фролов                                        | Москва    | 226           | 25 000  | «Мастера советского театра и кино»        |
| 1977 | Модест Писарев                   | Рашель Ароновна Витензон                                      | Ленинград | 208           | 25 000  | «Театральные имена»                       |
| 1977 | Фёдор Никитин                    | Владислав Павлович Боровков                                   | Москва    | 176           | 25 000  | «Мастера советского театра и кино»        |
| 1977 | Лидия Сухаревская                | Зоя Владимировна Владимирова                                  | Москва    | 264           | 25 000  | «Мастера советского театра и кино»        |
| 1977 | Абрам Роом                       | Ирина Николаевна Гращенкова                                   | Москва    | 264           | 25 000  | «Мастера советского театра и кино»        |
| 1977 | Михаил Козаков                   | Элеонора Сергеевна Тадэ                                       | Москва    | 160           | 25 000  | «Мастера советского театра и кино»        |
| 1977 | Кирилл Лавров                    | Эмиль Яковлевич Яснец                                         | Москва    | 240           | 25 000  | «Мастера советского театра и кино»        |
| 1977 | Павел Луспекаев                  | сборник                                                       | Ленинград | 160           |         | «Мастера советского театра и кино»        |
| 1978 | Гана Квапилова                   | Таисия Ефимовна Каменир                                       | Ленинград | 182           | 25 000  | «Театральные имена»                       |
| 1978 | Гунар Цилинский                  | Борис Августович Кокоревич                                    | Москва    | 112           | 25 000  | «Мастера советского театра и кино»        |
| 1978 | Анатолий Кторов                  | Елена Александровна Полежаева                                 | Москва    | 236           | 25 000  | «Мастера советского театра и кино»        |
| 1978 | Вардан Аджемян                   | Сабир Алекперович Ризаев                                      | Москва    | 256           | 25 000  | «Мастера советского театра и кино»        |
| 1978 | Тамара Макарова                  | Лариса Хаджи-Даутовна Ягункова                                | Москва    | 176           | 50 000  | «Мастера советского театра и кино»        |
| 1978 | Десять операторских биографий    | сборник                                                       | Москва    | 208           | 10 000  | «Мастера советского театра и кино»        |
| 1979 | Бронюс Бабкаускас                | Евгений Соломонович Аб                                        | Ленинград | 200           | 25 000  | «Мастера советского театра и кино»        |
| 1979 | Владислав Стржельчик             | Татьяна Борисовна Забозлаева                                  | Ленинград | 192           | 25 000  | «Мастера советского театра и кино»        |
| 1979 | Евгений Леонов                   | Нинель Хазбулатовна Исмаилова                                 | Москва    | 160           | 25 000  | «Мастера советского театра и кино»        |
| 1979 | Александр Роу                    | Кира Константиновна Парамонова                                | Москва    | 152           | 25 000  | «Мастера советского театра и кино»        |
| 1979 | Алексей Грибов                   | Михаил Лазаревич Рогачевский                                  | Москва    | 264           | 30 000  | «Мастера советского театра и кино»        |
| 1979 | Иосиф Шпинель                    | Тамара Леонидовна Тарасова-Красина                            | Москва    | 144           | 25 000  | «Мастера советского театра и кино»        |
| 1979 | Юлия Солнцева                    | Нина Павловна Толченова                                       | Москва    | 120           | 25 000  | «Мастера советского театра и кино»        |
| 1979 | Елена Лешковская                 | Надежда Ивановна Слонова                                      | Ленинград | 272           | 25 000  | «Театральные имена»                       |
| 1980 | Елена Полевицкая                 | Тамара Александровна Путинцева                                | Ленинград | 322           | 25 000  | «Театральные имена»                       |
| 1980 | Евгений Матвеев                  | Клара Михайловна Исаева                                       | Москва    | 192           | 25 000  | «Мастера советского театра и кино»        |
| 1981 | Евгений Андриканис               | Анатолий Иванович Высторобец                                  | Москва    | 248           | 25 000  | «Мастера советского театра и кино»        |
| 1981 | Николай Мордвинов                | Лев Александрович Парфёнов                                    | Москва    | 200           | 25 000  | «Мастера советского театра и кино»        |
| 1981 | Олег Басилашвили                 | Эмиль Яковлевич Яснец                                         | Ленинград | 216           | 25 000  | «Мастера советского театра и кино»        |
| 1982 | Джозеф Джефферсон                | Валентина Михайловна Миронова                                 | Ленинград | 136           | 25 000  | «Театральные имена»                       |
| 1982 | Иван Переверзев                  | Феликс Иосифович Андреев                                      | Москва    | 176           | 25 000  | «Мастера советского театра и кино»        |
| 1982 | Ефим Копелян                     | Марина Борисовна Тимченко                                     | Ленинград | 144           | 25 000  | «Мастера советского театра и кино»        |
| 1983 | Генри Ирвинг                     | Людмила Георгиевна Мочалова                                   | Ленинград | 208           | 25 000  | «Театральные имена»                       |
| 1983 | Армен Джигарханян                | Левон Рачикович Григорян                                      | Москва    | 160           | 25 000  | «Мастера советского театра и кино»        |
| 1983 | Софико Чиаурели                  | Натэлла Георгиевна Лордкипанидзе                              | Москва    | 168           | 25 000  | «Мастера советского театра и кино»        |
| 1984 | Николай Крючков                  | Татьяна Васильевна Иванова Владич Алексеевич Неделин          | Москва    | 240           | 25 000  | «Мастера советского театра и кино»        |
| 1985 | Анна Бренко                      | Рашель Ароновна Витензон                                      | Ленинград | 208           | 25 000  | «Театральные имена»                       |
| 1985 | Игорь Горбачёв                   | Татьяна Борисовна Забозлаева                                  | Ленинград | 168           | 25 000  | «Мастера советского театра и кино»        |
| 1985 | Суйменкул Чокморов               | Эльга Михайловна Лындина                                      | Москва    | 168           | 25 000  | «Мастера советского театра и кино»        |
| 1985 | Илья Фрэз                        | Мария Ивановна Павлова                                        | Москва    | 176           | 25 000  | «Мастера советского театра и кино»        |
| 1986 | Юрий Озеров                      | Николай Мухтарбекович Суменов Олег Михайлович Сулькин         | Москва    | 240           | 25 000  | «Мастера советского театра и кино»        |
| 1987 | Лилита Берзинь                   | Наталья Ричардовна Войткевич                                  | Москва    | 336           | 25 000  | «Мастера советского театра и кино»        |
| 1987 | Владимир Канделаки               | Игорь Игоревич Казенин                                        | Москва    | 256           | 25 000  | «Мастера советского театра и кино»        |
| 1987 | Всеволод Санаев                  | Маргарита Георгиевна Кваснецкая                               | Москва    | 208           | 25 000  | «Мастера советского театра и кино»        |
| 1987 | Александр Борисов                | Юлия Петровна Рыбакова                                        | Ленинград | 176           | 25 000  | «Мастера советского театра и кино»        |
| 1988 | Василий Живокини                 | Юрий Арсеньевич Дмитриев                                      | Ленинград | 145           | 15 000  | «Театральные имена»                       |
| 1988 | Юозас Будрайтис                  | Юрий Владимирович Павлов                                      | Ленинград | 208           | 25 000  | «Мастера советского театра и кино»        |
| 1989 | Леонид Куравлёв                  | Лев Аронович Рыбак                                            | Москва    | 288           | 50 000  | «Мастера советского театра и кино»        |